# Centro Nacional de Quemados
El Centro Nacional de Quemados (más conocido por su sigla CE.NA.QUE) es un centro de asistencia  dedicado a prevenir y brindar atención a pacientes con quemaduras de todo tipo. Este centro  de referencia nacional fue creado en el año 1995 en Uruguay. Se ubica en los pisos 12 y 13 del Complejo Universitario Hospital de Clínicas.  

## Comisión Directiva
La Comisión directiva está conformada por un integrante del Ministerio de Salud Pública y dos integrantes de la Universidad de la República. 
Cuenta con 161 funcionarios médicos, tecnólogos y administrativos.